# Audree Thomas
Ne doit pas être confondu avec Avdotia Istomina.
Audree Ruth Thomas, née le 9 octobre 1925 à Vancouver, est une danseuse et professeure de danse canadienne, connue par son nom de scène dans les ballets russes : Anna Istomina,

## Biographie
Audree Thomas étudie à l'école de danse Charlotte Del Roy & Nicholas Merinoff, puis fin 1935 avec June Roper à Vancouver. Elle danse avec le groupe de June Roper pour des événements caritatifs, des soirées cabarets et des célébrations civiques. En 1940, à l'âge de 15 ans, elle est engagée, par le colonel de Basil pour rejoindre l'Original Ballet Russe, autre nom des ballets russes du colonel W. de Basil. Elle reçoit le nom de « Anna Istomina » et tourne avec la troupe aux États-Unis et en Europe.
De 1945 à 1946, elle danse à New York avec le Ballet Russe Highlights de Léonide Massine;  notamment La Vie Parisienne, chorégraphie de Léonide Massine, au City Center à Brodway, en 1945. Elle tourne également avec Ballet Variante, la compagnie de Mia Slavenska,.
En 1947-1948, elle est invitée à danser au Théâtre Colón, à Buenos Aires; et en 1957, invitée par le tout nouveau, Ballet Nacional de Venezuela à Caracas. Elle met fin à sa carrière sur scène en 1957.
Elle se marie avec le danseur Serge Ismailoff, ils fondent ensemble une école de danse à White Plains. Leur fils Gregory Ismailov (1956-1986) était également danseur.